# SNN-TV: Sint Nieuws Netwerk
SNN-TV (Sint Nieuws Netwerk) was een Nederlandse televisieserie die voor het eerst werd uitgezonden op maandag 29 oktober 2001 op kinderzender Kindernet. Met dit programma ging Kindernet de concurrentie aan met het Sinterklaasjournaal.
De serie was een Sinterklaas-parodie op het Amerikaanse hoewel internationaal uitgezonden kabeltelevisienetwerk CNN, de eerste en bekendste 24-uursnieuwszender ooit. In deze parodie waren de dagelijkse perikelen rond de Sint en zijn Pieten en alles wat ermee te maken had te zien.
Opvallend is dat een groot deel van niet alleen de acteurs en personages, maar ook de crew, eerder in 1999/2000 in het eerste seizoen van dramaserie De Club van Sinterklaas zat.

## Personages en acteurs
- Wegwijspiet - Michiel Kerbosch
- Pietje van Alles - Tim Kerbosch
- Stafpiet - Dominique Engers
- Computerpiet - Ralf Grevelink
- Schemapiet - Roos Abelman